# Nasser Al-Kharafi
Nasser Al-Kharafi (født 17. juni 1944 i Kuwait City, Kuwait, død 17. april 2011 i Cairo, Egypten (arabisk)ناصر الخرافي) var en kuwaitisk forretningsmand og indehaver af virksomheden Kharafi & Sons. Hans formue voksede blandt andet på grund af stigende aktiekurser, på flere af hans forretninger, inklusive Mobile Telecommunications Co, National Bank of Kuwait og Americana, som er operatør af mange amerikanske fast food-kæder. 
Hans ældre bror, Jassim, er ledende talsperson i det kuwaitiske parlament. Hans søster, Faiza, var rektor ved Universitetet i Kuwait. Nasser havde byggekontrakter i mere end 30 lande over hele verdenen. I januar 2009 blev han knyttet til en involvering af overtagelsen af den britiske fodboldklub Liverpool FC. I 2011 blev han regnet som verdens 77. rigeste person på listen i Forbes Magazine.